# 마틴 스팬저스
마틴 스팬저스(Martin Spanjers, 1987년 2월 2일 ~ )는 미국의 배우, 성우이다.
투손에서 태어났다.

## 출연 작품
- 더 커즈 오브 다우너즈 그로브 (2014년)
- 스프링 브레이크 '83 (2014년) - 맥스 역
- 지랄맞은 18세 (2012년) - 쉐인 프루이트 역
- 저스트 펙 (2009년) - 마티 역
- 리틀 피시, 스트렌이지 폰드 (2009년)
- 더 이브닝 저니 (2008년) - 소피 역
- 트루 블러드 (2008년)
- 더 컴백스 (2007년)
- 라이드 (1997년)
- 맥스 키블의 대반란 (2001년)

### 텔레비전
- 아빠는 연애코치 (2002년) - 로리 헤너시 역
- 투 오브 어 카인드 (1998년)